# Domani passo a salutare la tua vedova... parola di Epidemia
Domani passo a salutare la tua vedova... parola di Epidemia (Tu fosa será la exacta... amigo) è un film del 1972 diretto da Juan Bosch, accreditato col nome di John Wood.

## Trama
Un medico radiato dall'albo, un esperto in casseforti e un bandito messicano si contendono il bottino di una rapina in banca, trovandosi contro una donna affascinante.